# ماكسيم كريباك
ماكسيم كريباك (بالأوكرانية: Крипак Максим Сергійович)‏ (مواليد 23 مايو 1995) هو سبّاح أوكراني، مثّل بلاده في الألعاب البارالمبية الصيفية 2016.

## روابط خارجية
ماكسيم كريباك على موقع Paralympic.org (الإنجليزية)
- ماكسيم كريباك على موقع IPC.InfostradaSports.com (مؤرشف) (الإنجليزية)